# Novooleksándrivka (Podilsk)
Novooleksándrivka (en ucraniano: Новоолександрівка) es un pueblo ucraniano perteneciente al óblast de Odesa. Situado en el suroeste del país, es parte del raión de Podilsk y parte del municipio (hromada) de Anániv.

## Toponimia
El nombre del asentamiento en ruso es Novoaleksándrovka (en ruso: Новоалександровка).

## Historia
Durante el Holodomor (1932-1933), murieron al menos 21 habitantes del pueblo.
Novooleksándrivka perteneció al raión de Anániv hasta que desapareció julio de 2020 como parte de la reforma administrativa de Ucrania, que redujo el número de raiones del óblast de Odesa a siete. El área del raión de Anániv se transfirió al raión de Odesa.

## Demografía
La evolución de la población de Novooleksándrivka entre 1989 y 2001 fue la siguiente:
| 532                                                           | 552 |
| (Fuente: Cities & Towns of Ukraine y UKRAINE: Größere Städte) |     |

Según el censo de 2001, la lengua materna de la mayoría de los habitantes, el 85,69%, es el ucraniano; del 8,15% es el ruso; y del 5,8% es el rumano.